# Naab
Naab är en cirka 196,6 km lång flod i Bayern i Tyskland. Naab är biflod till Donau.